# Bradysia chikuni
Bradysia chikuni är en tvåvingeart som beskrevs av Yang och Tan 1995. Bradysia chikuni ingår i släktet Bradysia och familjen sorgmyggor.
Artens utbredningsområde är Beijing (Kina). Inga underarter finns listade i Catalogue of Life.